# Stazione di Tor di Valle
La stazione di Tor di Valle è una fermata ferroviaria posta sulla linea Roma-Lido situata nei pressi di Torrino e dell'Ippodromo Tor di Valle, da cui prende il nome.
Prima dei lavori di ristrutturazione la stazione era l'unica della linea priva di pensiline.

## Storia
La fermata di Tor di Valle venne attivata il 3 giugno 1961.
Il 7 novembre 2016 è stato aperto il nuovo sottopassaggio pedonale sotto la stazione.
A inizio 2023 sono stati avviati lavori di ammodernamento della stazione.
Dal 23 maggio 2025 è dotata di ascensori e scale mobili con i lavori di ristrutturazione completati.

## Servizi
La stazione dispone di:
- Biglietteria automatica

## Interscambi
La fermata permette i seguenti interscambi:
- Fermata autobus